# Pleurocytospora
Pleurocytospora är ett släkte av svampar. Pleurocytospora ingår i familjen Thyridiaceae, klassen Sordariomycetes, divisionen sporsäcksvampar och riket svampar.
|                 | Mattirolia                                |
|                 |                                           |
|                 | Thyronectroidea                           |
|                 |                                           |
| Pleurocytospora | \| \| Pleurocytospora vestita \| \| \| \| |
|                 | \| \| Pleurocytospora vestita \| \| \| \| |
|                 | Balzania                                  |
|                 |                                           |
|                 | Leucocrea                                 |
|                 |                                           |
|                 | Pleurocytospora vestita                   |
|                 |                                           |

|  | Pleurocytospora vestita |
|  |                         |